# ASEANの旗
東南アジア諸国連合の旗は1997年に制定された。幅と長さは2:3。この旗は安定した、平和の、結束する、かつ活力に満ちたASEANを表す。旗に使用されている青、赤、白、黄色は加盟国の主要な色を表す。青は平和、安定を表し、赤は勇気、活力を表し、白は純粋を表し、黄色は繁栄を表す。中央に描かれているのは稲の茎で友好と結束で結ばれた東南アジアすべての国から構成されるASEANの創設者の夢を表す。円はASEANの統一性を表す。

## サイズ
大きさの規格がある。
- 机上旗 10cm×15cm
- 室内旗 100cm×150cm
- 車旗 10cm×30cm
- 室外旗 200cm×300cm